# Сосан (Верхняя Гаронна)
Соса́н (фр. и окс. Saussens) — коммуна во Франции, находится в регионе Юг — Пиренеи. Департамент — Верхняя Гаронна. Входит в состав кантона Караман. Округ коммуны — Тулуза.
Код INSEE коммуны — 31534.

## География

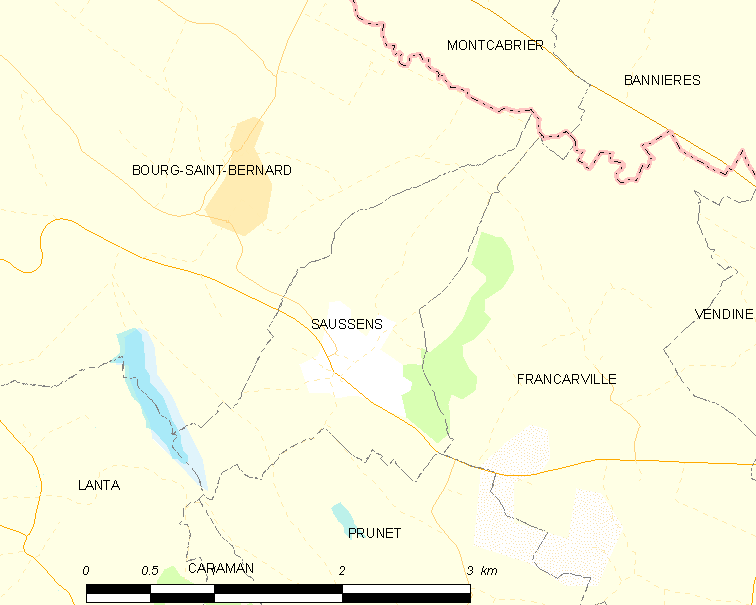
Карта коммуны

Коммуна расположена приблизительно в 590 км к югу от Парижа, в 23 км к востоку от Тулузы.

## Климат
Климат умеренно-океанический. Зима мягкая и снежная, весна характеризуется сильными дождями и грозами, лето сухое и жаркое, осень солнечная. Преобладают сильные юго-восточные и северо-западные ветры.

## Население
Население коммуны на 2010 год составляло 238 человек.
| 1962 | 1968 | 1975 | 1982 | 1990 | 1999 | 2010 |
| ---- | ---- | ---- | ---- | ---- | ---- | ---- |
| 122  | 111  | 121  | 138  | 141  | 144  | 238  |

## Администрация
| Период | Период | Фамилия      | Партия                  | Примечания |
| ------ | ------ | ------------ | ----------------------- | ---------- |
| 2001   | 2008   | Рене Жанжан  | Социалистическая партия |            |
| 2008   | 2020   | Мариз Муиссе |                         |            |

## Экономика
В 2010 году среди 161 человека трудоспособного возраста (15—64 лет) 117 были экономически активными, 44 — неактивными (показатель активности — 72,7 %, в 1999 году было 78,3 %). Из 117 активных жителей работали 111 человек (63 мужчины и 48 женщин), безработных было 6 (3 мужчин и 3 женщины). Среди 44 неактивных 7 человек были учениками или студентами, 16 — пенсионерами, 21 были неактивными по другим причинам.